# Karim Ressouni-Demigneux
Œuvres principales
- Série La Cité

Karim Ressouni-Demigneux, né le 5 février 1965, est un historien de l'art[réf. nécessaire] et un romancier français écrivant pour la jeunesse, membre de la Charte des auteurs et des illustrateurs jeunesse. Son plus grand succès, la série La Cité, publiée aux éditions Rue du monde, raconte les aventures d'adolescents aux prises avec un jeu vidéo tentaculaire.

## Prix et distinctions
- 2008 :   "Mention" Prix BolognaRagazzi, Foire du livre de jeunesse de Bologne, catégorie "Fiction", pour l'ouvrage L'Ogre qu'il a écrit, illustré par  Thierry Dedieu.

## Œuvres

### SérieLa Cité
1. La Lumière blanche, 2011[5],[6]
2. La Bataille des confins, 2012[7]
3. Le Pacte des Uniques, 2012
4. La Dernière Éclipse, 2014
5. La Bulle, 2014[8]

### Autres livres aux éditions Rue du Monde
- Ce matin, mon grand-père est mort, illustré par Daniel Maja, 2002[9]
- Je suis un gros menteur, illustré par Daniel Maja, 2005[10],[11]
- L'Ogre, illustré par Thierry Dedieu, 2007  "Mention" Prix BolognaRagazzi, Foire du livre de jeunesse de Bologne 2008, catégorie "Fiction"
- Je ne pense qu'à ça, illustré par Monike Czarnecki, 2009
- J'ai oublié mes parents, illustré par Julia Chausson, 2009
- Petit Pablo deviendra Picasso, 2011[12]
- Iara et la Forêt interdite, illustré par Chloé Fraser, 2016
- Mon ami préhistorique, illustré par Chloé Fraser, 2016
- Kéti des terres rouges, illustré par Bruno Pilorget, 2017
- Et Léonard de Vinci réinvente la peinture, 2019

### Autres livres
- Saint Sébastien, éditions du Regard, 2000
- Les grands traités de peinture, Beaux-Arts édition, 2010
- Artistes maudits, Beaux-Arts édition, 2013[13]
- Frontières, Kilowatt, 2024[14]